# 24 tháng 4
Ngày 24 tháng 4 là ngày thứ 114 trong mỗi năm dương lịch thường (ngày thứ 115 trong mỗi năm nhuận). Còn 251 ngày nữa trong năm.

## Sự kiện

### Thế kỷ XIX trở về trước
- 1479 TCN – Thutmosis III lên ngôi pharaon của Vương triều thứ 18 Ai Cập.
- 1184 TCN – Nhờ con ngựa gỗ, quân Hy Lạp tiến vào thành Troy.
- 1066 – Quan sát thấy sao chổi Halley.
- 1192 – Việc xây dựng cầu Lư Câu tại Trung Đô của Đại Kim được hoàn thành.
- 1800 – Thành lập Thư viện Quốc hội Hoa Kỳ.
- 1877 – Chiến tranh Nga-Thổ Nhĩ Kỳ (1877-1878) bùng nổ.

### Thế kỷ XX
- 1967 – Nhà du hành vũ trụ Liên Xô Vladimir Mikhailovich Komarov chết trong phi thuyền Soyuz 1.
- 1968 – Mauritius trở thành thành viên Liên hiệp quốc.
- 1970
  - Trung Quốc phóng vệ tinh nhân tạo đầu tiên.
  - Gambia trở thành một nước cộng hoà.
- 1981 – Giới thiệu chiếc máy tính cá nhân đầu tiên của IBM.
- 1990 – NASA phóng Kính viễn vọng Không gian Hubble lên vũ trụ từ Trạm không quân mũi Canaveral, Hoa Kỳ.

### Thế kỷ XXI
- 2004 – Hoa Kỳ dỡ bỏ cấm vận kinh tế chống Libya vì nước này đã hợp tác trong việc ngăn chặn vũ khí huỷ diệt hàng loạt.
- 2010 – Việt Nam khánh thành cầu Cần Thơ, cây cầu dây văng lớn nhất Đông Nam Á.

## Sinh
- 1815 – Anthony Trollope, nhà văn Anh (m. 1882)
- 1856 – Philippe Pétain, thống chế Pháp (m. 1951)
- 1904 – Willem de Kooning, họa sĩ Hà Lan (m. 1997)
- 1905 – Robert Penn Warren, nhà văn Mỹ, đoạt giải Pulitzer năm 1947, giải thưởng thơ Mỹ đầu tiên năm 1986 (m. 1989)
- 1906 – William Joyce, nhà văn Anh-Ireland (m. 1946)
- 1906 – Hà Huy Tập, Tổng bí thư Đảng Cộng sản Đông Dương (m. 1941)
- 1908 – Phạm Duy Khiêm, nhà văn, nhà giáo người Việt. Ông từng là đại sứ Việt Nam Cộng hòa tại Pháp. (m. 1974)
- 1934 – Shirley MacLaine, nữ diễn viên, tác giả
- 1942 – Barbra Streisand, ca sĩ, nữ diễn viên, đạo diễn người Mỹ
- 1957 - Nguyễn Dương, đạo diễn và diễn viên người Việt Nam
- 1987 – Jan Vertonghen, cầu thủ bóng đá người Bỉ
- 1990 – Tae-ri, diễn viên người Hàn Quốc
- 1993 – Millic, producer người Hàn Quốc
- 1996 – Barty, vận động viên cricket người Úc.

## Mất

### Thế kỷ XIX trở về trước
- 1731 – Daniel Defoe, nhà văn Anh, tác giả cuốn truyện phiêu lưu Robinson Crusoe (s. vào khoảng 1660)

### Thế kỷ XX
- 1935 – Nhà thơ Phạm Tất Đắc (s. 1909) mất lúc 26 tuổi. Ông từng bị thực dân Pháp bắt giam vì dám viết và phổ biến tập thơ dấy lên lòng yêu nước của người Việt.
- 1967 – Vladimir Mikhailovich Komarov, nhà du hành vũ trụ trên phi thuyền Soyuz 1 (s. 1927)
- 1972 – Lê Đức Đạt, Chuẩn tướng Việt Nam Cộng hòa (Sinh 1928)
- 1986 – Wallis Simpson, phu nhân Quận công Windsor (cựu hoàng Edward VIII của Anh) (s. 1896)

### Thế kỷ XXI
- 2011 – Trần Lệ Xuân, em dâu Tổng thống Ngô Đình Diệm. Bà lãnh chức vụ Đệ Nhất Phu nhân thời Đệ Nhất Cộng hòa Việt Nam (s. 1924).
- 2020 – Hamilton Bohannon, ca sĩ Mỹ (s. 1942).

## Ngày lễ và kỷ niệm
- Ngày tưởng niệm vụ diệt chủng Armenia